# Malwina Smarzek
Malwina Smarzek (ur. 3 czerwca 1996 w Łasku) – polska siatkarka, reprezentantka kraju, grająca na pozycji atakującej i przyjmującej w latach 2016-2018 w Chemiku Police.
Pochodzi ze sportowej rodziny. Jej mama uprawiała lekkoatletykę. Tata był biegaczem, startował przez długi okres w ultramaratonach. Pierwszą jej aktywnością fizyczną był taniec, potem pływanie, a następnie bieganie.
W styczniu 2014 roku otrzymała powołanie do szerokiej kadry reprezentacji Polski na turniej eliminacyjny do Mistrzostw Świata 2014.
W maju 2014 roku w eliminacjach do Mistrzostw Europy wraz z reprezentacją Polski wywalczyła awans na Mistrzostwa Europy 2015.
22 czerwca 2019 jej mężem został  Przemysław Godek – właściciel studia tatuażu. Grała pod dwuczłonowym nazwiskiem Smarzek-Godek. Później rozwiodła się.
W 2022 i 2023 roku była związana z Włochem Stefano Buldrinim. Od 2024 roku jej partnerem jest Polak o imieniu Eryk, którego poznała na aplikacji randkowej Tinder.

## Sukcesy klubowe
Mistrzostwa Polski Juniorek:
- 2015
- 2014

Młoda Liga:
- 2015

Puchar Polski:
- 2017, 2022

Liga polska:
- 2017, 2018
- 2022[21]

Liga włoska:
- 2021

Liga brazylijska:
- 2023[22]

## Sukcesy reprezentacyjne
Mistrzostwa Europy Wschodniej EEVZA Kadetek:
- 2012

Mistrzostwa Europy Kadetek:
- 2013

Mistrzostwa Europy Wschodniej EEVZA Juniorek:
- 2013

Liga Europejska:
- 2014

Volley Masters Montreux:
- 2019

Liga Narodów:
- 2024[23], 2025[24]

## Nagrody indywidualne
- 2013: Najlepsza blokująca turnieju eliminacyjnego do Mistrzostw Europy Kadetek
- 2013: MVP i najlepsza atakująca Mistrzostw Europy Wschodniej EEVZA Juniorek
- 2014: Najlepsza atakująca Mistrzostw Polski Juniorek[25]
- 2014: MVP Mistrzostw Polski Juniorek[25]
- 2015: MVP i najlepsza atakująca Mistrzostw Polski Juniorek[26]
- 2017: MVP i najlepsza przyjmująca Pucharu Polski[27]
- 2019: MVP i najlepsza atakująca turnieju Volley Masters Montreux